# 祁晓亮
祁晓亮（1983年—），辽宁省康平县人，华人理论物理学者，美国斯坦福大学物理学教授。

## 生平
1999年以辽宁省高考状元的身份自康平高中进入清华大学物理系基科班，2003年开始在清华高等研究中心翁征宇指导下攻读博士学位。2007年进入斯坦福大学，在张首晟指导下做博士后研究。2009年成为斯坦福大学助理教授。祁晓亮的研究关注拓扑绝缘体的性质，试图发觉它在电子技术方面的应用。也研究量子纠缠和全息对偶问题。2015年与傅亮等人同获物理学新视野奖。